# Glad All Over (песня Карла Перкинса)
«Glad All Over» (с англ. — «Я совершенно счастлив») — песня, написанная Ароном Шрёдером, Сидом Теппером и Роем Беннетом.
Первое исполнение песни принадлежит американскому исполнителю Карлу Перкинсу: песня в его исполнении была выпущена 6 января 1958 года на одноимённом сингле (с песней «Lend Me Your Comb» на стороне «Б»). Данный сингл стал последним, записанным Перкинсом на лейбле Sun Records. В Великобритании песня была выпущена лейблом London Records с песней «Forever Yours» на стороне «Б».
Исполнение данной песни представлено в художественном фильме «Jamboree» (1957 год), где песню исполняет сам Перкинс в сопровождении Джея Перкинса, Клейтона Перкинса и ударника W. S. «Fluke» Holland.

## Кавер-версии
Песня неоднократно перепевалась различными исполнителями. Среди наиболее известных кавер-версий можно упомянуть следующие:
- Группа «Битлз» дважды записывала данную песню для BBC; основную вокальную партию исполнял Джордж Харрисон. Первая запись была осуществлена 16 июля 1963 года для десятого выпуска радиошоу Pop Go The Beatles (он вышел в эфир 20 августа); в 1994 году данная версия была официально опубликована на компиляционном альбоме Live at the BBC[2]. Вторая запись была сделана 30 июля того же года для программы Saturday Club (вышла в эфир 24 августа)[2]; данная версия была опубликована на альбоме On Air – Live at the BBC Volume 2[5].
- Группа The Searchers записала свою кавер-версию в апреле 1964 года; данная версия вышла на альбоме It’s The Searchers (1964 год).
- Британская группа The Jeff Beck Group записала кавер-версию песни для своего одноимённого альбома (1972 год).
- Джордж Харрисон исполнил эту песню совместно с самим Перкинсом для телевизионного шоу Blue Suede Shoes: A Rockabilly Session в 1985 году.
- Брайан Сетцер записал свою версию песни для альбома Rockabilly Riot Vol. 1: A Tribute To Sun Records (2005 год).